# Корле
Корле (фр. Corlay) насеље је и општина у северозападној Француској у региону Бретања, у департману Приморје која припада префектури Сен Бријек.
По подацима из 2011. године у општини је живело 1007 становника, а густина насељености је износила 72,97 становника/km². Општина се простире на површини од 13,8 km². Налази се на средњој надморској висини од 220 метара (максималној 257 m, а минималној 157 m).

## Демографија
| 1962. | 1968. | 1975. | 1982. | 1990. | 1999. | 2011. |
| ----- | ----- | ----- | ----- | ----- | ----- | ----- |
| 1.150 | 1.088 | 1.133 | 1.071 | 1.044 | 978   | 1.007 |

График промене броја становника у току последњих година